# Jacques-Marie Trichaud
 (juillet 2023).
Si vous disposez d'ouvrages ou d'articles de référence ou si vous connaissez des sites web de qualité traitant du thème abordé ici, merci de compléter l'article en donnant les références utiles à sa vérifiabilité et en les liant à la section « Notes et références ».
Jacques Marie Trichaud (8 juillet 1823 à Arles - 9 février 1894 à Athènes) est un chanoine, prédicateur et historien français.

## Biographie
Né d’une famille modeste arlésienne Jacques Marie Trichaud fait ses études à l’école des Frères puis au collège d’Arles avant de suivre les cours de rhétorique et de philosophie chez les jésuites à Avignon.
Devenu professeur de français, il enseigne au collège Saint-Michel de Bruxelles et y rencontre le nonce apostolique de Belgique (en), le futur pape Léon XIII. Il est ordonné prêtre à Rome et devient vicaire à l’église de la Major d'Arles et à Saint-Sauveur d'Aix. Nommé aumônier du château de Barbegal, il s’occupe également de l’instruction des enfants du baron du Roure, propriétaire des lieux.
Il entreprend ensuite une carrière de prédicateur qui l’oblige à voyager dans toute l’Europe. Il refuse les évêchés de Soissons et du Puy que lui offre Napoléon III, puis sous la troisième République, l'archevêché de Bourges. À Arles, il œuvre à la restauration de l’abbaye intra muros de Saint Césaire.  En 1890, il quitte finalement sa ville natale à la demande du pape Léon XIII qui l’envoie comme professeur au grand séminaire d’Athènes où il meurt en 1894, à l'âge de 71 ans.

## Principales œuvres
Jacques Marie Trichaud a écrit de nombreux ouvrages sur les monuments arlésiens et l’histoire de l'archevêché d'Arles. Son premier ouvrage, l'Histoire de Saint-Césaire (1853) lui vaut un bref laudatif de Pie IX avec le titre de missionnaire apostolique. Sa principale publication est sans conteste son Histoire de la sainte Église d'Arles (1857) en quatre volumes. Dans la cinquantaine d'ouvrages publiés dont la plupart traitent d'Arles, on peut également citer : 
- Les Champs-Élysées d’Arles (1853)
- Itinéraire du visiteur des principaux monuments d’Arles (1855)
- Unou famïou arlatenquou (une famille arlésienne) (1887)